# Joan Albert I de Mecklenburg-Schwerin
Joan Albert I de Mecklenburg-Schwerin (en alemany Johann-Albrecht I von Mecklenburg-Schwerin) va néixer a Güstrow (Alemanya) el 22 de desembre de 1525 i va morir a Schwerin el 12 de febrer de 1576. Era un noble alemany, fill del duc Albert VII de Mecklenburg (1486-1547) i d'Anna de Brandenburg (1507-1567). Va ser duc de Mecklenburg-Güstrow de 1547 a 1556 i duc de Mecklenburg-Schwerin de 1557 a 1576.
El 1539 el seu pare el va enviar a la cort del seu germà, el protestant Elector Joaquim II de Brandenburg. I en tornar va convertir-se en un ferm defensor del protestantisme a Mecklenburg. A petició del seu pare, però, ell va lluitar en el bàndol imperial en la Guerra de Schmalkalden.
El 1547, Joan Albert va succeir el seu pare i regnà conjuntament amb els seus germans Ulric i Jordi el principat de Güstrow. Fins que Jordi va morir en la guerra de Smalcaldica, mentre que, Ulric va succeir el seu cosí Magnus mort accidentalment el 1550, com a administrador del bisbat de Schwerin.
Joan Albert va ser considerat un gran mecenes de les arts i de la ciència, com un modern príncep del Renaixement. Va lluitar per la reforma i modernització de l'Estat. Era propietari d'una extensa biblioteca que més tard es va dipositar a la Biblioteca de la Universitat de Rostock. També es deu a ell la creació de diverses escoles secundàries de Güstrow (1552), Schwerin (1553) i de Parchim (1564).

## Matrimoni i fills
El 14 de febrer de 1555 es va casar amb Anna Sofia de Prússia (1527-1591), filla d'Albert de Brandenburg-Ansbach (1490-1568) i de Dorotea de Dinamarca (1504-1547). El matrimoni va tenir tres fills:
- Albert (1556-1561).
- Joan VII (1558-1592), casat amb Sofia de Schleswig-Holstein-Gottorp (1569-1634).
- Segimon (1561-1603), casat amb Clara de Pomerània (†1623).